# Championnat de Jamaïque de football 2004-2005
Navigation
Saison précédente Saison suivante
La saison 2004-2005 du Championnat de Jamaïque de football est la trente-et-unième édition de la première division en Jamaïque, la National Premier League. Elle rassemble les douze meilleurs clubs du pays au sein d'une poule unique où ils s'affrontent à trois reprises. En fin de saison, les deux derniers du classement sont relégués et remplacés par les deux meilleurs clubs de deuxième division.
C'est le club de Portmore United qui remporte le championnat cette saison après avoir battu le tenant du titre, Tivoli Gardens FC en finale. C’est le second titre de champion de Jamaïque de l’histoire du club, qui réussit un nouveau doublé en s'imposant face à Harbour View FC en finale de la Coupe de Jamaïque.

## Les clubs participants
| - Harbour View FC - Tivoli Gardens FC - Waterhouse FC - Constant Spring - Invaders United - Arnett Gardens FC | - Portmore United - Reno FC - Arlington United - Promu de D2 - Village United FC - Rivoli United - Wadadah FC - Promu de D2 |

## Compétition
Le barème de points servant à établir le classement se décompose ainsi :
- Victoire : 3 points
- Match nul : 1 point
- Défaite : 0 point

### Phase régulière
| Rang | Équipe             | Pts | J  | G  | N  | P  | Bp | Bc | Diff |
| ---- | ------------------ | --- | -- | -- | -- | -- | -- | -- | ---- |
| 1    | Harbour ViewC      | 74  | 33 | 22 | 5  | 6  | 60 | 33 | +27  |
| 2    | Waterhouse FC      | 71  | 33 | 20 | 9  | 4  | 59 | 25 | +34  |
| 3    | Portmore United    | 69  | 33 | 19 | 9  | 5  | 59 | 19 | +40  |
| 4    | Tivoli Gardens FCT | 68  | 33 | 19 | 11 | 3  | 67 | 26 | +41  |
| 5    | Arnett Gardens FC  | 59  | 33 | 18 | 5  | 10 | 51 | 33 | +18  |
| 6    | Village United FC  | 39  | 33 | 10 | 9  | 14 | 43 | 46 | -3   |
| 7    | Rivoli United      | 36  | 33 | 10 | 6  | 17 | 52 | 40 | +12  |
| 8    | Reno FC            | 32  | 33 | 7  | 11 | 15 | 27 | 42 | -15  |
| 9    | Wadadah FCP        | 32  | 33 | 8  | 8  | 17 | 39 | 72 | -33  |
| 10   | Constant Spring    | 31  | 33 | 6  | 13 | 14 | 34 | 50 | -16  |
| 11   | Arlington UnitedP  | 22  | 33 | 5  | 7  | 21 | 23 | 65 | -42  |
| 12   | Invaders United    | 17  | 33 | 2  | 11 | 20 | 22 | 85 | -63  |

|  | Qualification pour la phase finale pour le titre                          |
|  | Relégation directe en deuxième division                                   |
|  | T : Tenant du titre C : Vainqueur de la Coupe de Jamaïque P : Promu de D2 |

### Phase finale

#### Demi-finales
| Équipe 1        | Résultat | Équipe 2          | Aller | Retour |
| --------------- | -------- | ----------------- | ----- | ------ |
| Harbour View    | 2 - 5    | Tivoli Gardens FC | 1 - 3 | 1 - 2  |
| Portmore United | 3 - 2    | Waterhouse FC     | 0 - 1 | 3 - 1  |

#### Finale
| Équipe 1          | Résultat | Équipe 2        | Aller | Retour |
| ----------------- | -------- | --------------- | ----- | ------ |
| Tivoli Gardens FC | 1 - 2    | Portmore United | 1 - 1 | 0 - 1  |

## Bilan de la saison
| Championnat de Jamaïque de football 2004-2005                        |                            |
| Champion                                                             | Portmore United (2e titre) |
| Coupes et trophées                                                   |                            |
| Vainqueur de la Coupe de Jamaïque 2004-2005                          | Portmore United            |
| Qualifications continentales                                         |                            |
| CFU Club Championship 2005                                           | Portmore United            |
| Promotions et relégations                                            |                            |
| Promus en Jamaïque League                                            | Seba United                |
| Promus en Jamaïque League                                            | Boys' Town FC              |
| Relégués en Championnat de Jamaïque de football de deuxième division | Arlington United           |
| Relégués en Championnat de Jamaïque de football de deuxième division | Invaders United            |